# Pringamba (Pandanarum)
Pringamba is een bestuurslaag in het regentschap Banjarnegara van de provincie Midden-Java, Indonesië. Pringamba telt 2221 inwoners (volkstelling 2010).